# Mełna
Mełna (ukr. Мельна) – wieś na Ukrainie, w  obwodzie iwanofrankiwskim, w rejonie rohatyńskim.